# Сюхин, Арсений Владимирович
Арсений Владимирович Сюхин (род. 5 октября 1982, Мурманск) — российский кинорежиссёр, монтажёр, сценарист, композитор, оператор и актёр. Наиболее известен как режиссёр и сценарист фильма «Кольская сверхглубокая».

## Биография
Родился в Мурманске, где закончил Мурманское музыкальное училище по классу тромбона. Желание снимать кино возникло в старших классах школы. Более десяти лет был актёром и помощником режиссёра в народном драматическом театре «Комедиограф». Съёмкам и постпродакшеном фильмов обучался самостоятельно.

## Фильмография

### Режиссёр
- 2012 — 9 этажей
- 2013 — Локаут
- 2014 — Сталинград
- 2016 — Переход
- 2016 — Тяжёлое похмелье
- 2020 — Кольская сверхглубокая

### Монтажёр
- 2012 — 9 этажей
- 2013 — Выжить после
- 2014 — Сталинград
- 2016 — Переход
- 2016 — Тяжёлое похмелье
- 2016 — Беглые родственники
- 2018 — Не моё собачье дело
- 2018 — Спящие
- 2020 — Герои ушу
- 2021 — Мастер
- 2022 — Стая
- 2023 — Короче, план такой
- 2023 — Переведи её через Майдан

### Сценарист
- 2012 — 9 этажей
- 2013 — Локаут
- 2014 — Сталинград
- 2016 — Переход
- 2016 — Тяжёлое похмелье
- 2020 — Кольская сверхглубокая